# Kučmanovský potok
Kučmanovský potok – potok, lewy dopływ Torysy na Słowacji. Jest ciekiem 5 rzędu o długości 9,7 km. Wypływa  na wysokości około 840 m na północno-wschodnich zboczach szczytu Cierna kopa (1170 m) w Górach Lewockich. Po opuszczeniu porośniętych lasem gór wypływa na Šariš. Zmienia kierunek na południowo-wschodni i przepływa przez pola uprawne i zabudowane obszary miejscowości Bajerovce, Krásna Lúka, Šarišské Dravce i Torysa. W tej ostatniej uchodzi do rzeki Torysa.
Główne dopływy: Črchľa, Goduša, Polomský potok, Holigrund
Zlewnia znajduje się w dwóch regionach geograficznych: Góry Lewockie i Šariš (podregiony: Jakubianska brázda i Šarišské podolie).